# Кривоченко, Людмила Николаевна
Людмила Николаевна Кривоченко (укр. Людмила Миколаївна Кривоченко; 20 апреля 1931, Макеевка, Донецкая область, Украинская ССР, СССР — 9 февраля 2015, Харьков, Украина) — советский и украинский учёный-правовед, специалист в области уголовного права. Кандидат юридических наук (1967), профессор (2004). Работала в профессором и исполняющим обязанности заведующего кафедрой уголовного права Национального юридического университета имени Ярослава Мудрого. Лауреат Государственной премии Украины в области науки и техники (2006), Заслуженный юрист Украины (2002).

## Биография
Людмила Кривоченко родилась 20 апреля 1931 года в Макеевке Донецкой области. Высшее образование получила в Харьковском юридическом институте, который окончила в 1954 году «с отличием». На протяжении следующих двух лет занималась юридической практикой.
Начиная с 1956 года работала на кафедре уголовного права Харьковского юридического института. Сначала была методистом, а с 1956 по 1961 год — аспиранткой этой кафедры. В 1961—1994 годах работала на должностях ассистента, старшего преподавателя и доцента этой кафедры.
В 1967 году в Харьковском юридическом институте под научным руководством доцента Владимира Сташиса Людмила Кривоченко защитила диссертацию на соискание учёной степени кандидата юридических наук по теме «Борьба с преступностью несовершеннолетних по советскому уголовному праву». Её официальными оппонентами были доцент Г. М. Миньковский и профессор Н. С. Алексеев. По воспоминаниям В. Я. Тация, она писала докторскую диссертацию. В 1971 году Людмиле Кривоченко было присвоено учёное звание доцента. Принимала участие в создании спецкурса «Преступления против социалистической собственности».
В 1991 году Василий Таций сменил на должности заведующего кафедрой уголовного права Украинской юридической академии (до 1991 года — ХЮИ, с 1995 по 2010 — Национальная юридическая академия имени Ярослава Мудрого) Владимира Сташиса. Однако из-за того, что Таций одновременно был и ректором этого вуза, он не мог полноценно исполнять обязанности заведующего кафедрой. Поэтому начиная с 1991 года Людмила Кривоченко неоднократно, вплоть до 2008 года, была исполняющим обязанности заведующего этого структурного подразделения (с 1999 года — кафедра уголовного права № 1).
Одновременно с этим в 1994 году заняла должность профессора на этой кафедре; согласно решению Высшей аттестационной комиссии Украины от 19 февраля 2004 года ей было присвоено учёное звание профессора по кафедре уголовного права. Также руководила одним из студенческих научных кружков при кафедре уголовного права № 1.
По состоянию на начало 2014 года продолжала работать профессором кафедры уголовного права № 1 в Национальном юридическом университете имени Ярослава Мудрого. Людмила Николаевна скончалась 9 февраля 2015 года в Харькове. Была похоронена 11 февраля на Харьковском городском кладбище № 18.

## Научная деятельность
Профессор Кривоченко занималась исследованием ряда вопросов, касающихся Общей части уголовного права, среди которых были понятие и признаки преступления, классификация преступлений, уголовная ответственность несовершеннолетних, рецидив преступлений. Также исследовала проблему ответственности за преступления против собственности, которая относится к Особенной части уголовного права.
Она была автором и соавтором 65 научных трудов. Среди них основными являются: «Преступления против социалистической собственности» (1972, методические указания по спецкурсу) «Борьба с рецидивом по советскому уголовному праву» (1973, текст лекции) «Освобождение от уголовной ответственности с применением мер общественного или административного воздействия» (1981, учебное пособие), «Классификация преступлений» (1981, монография), «Уголовное право Украины. Общая часть» (укр. «Кримінальне право України. Загальна частина»; соавтор учебника, 2001, 2004, 2006, 2007 и 2010), «Уголовное право Украины. Особенная часть» (укр. «Кримінальне право України. Особлива частина»; соавтор учебника, 2001, 2004, 2006, 2007 и 2010), «Уголовный кодекс Украины. Научно-практический комментарий» (укр. «Кримінальний кодекс України. Науково-практичний коментар»; соавтор, 2003, 2004, 2006, 2007 и 2013), «Классификация преступлений по степени тяжести в Уголовном кодексе Украины» (укр. «Класифікація злочинів за ступенем тяжкості у Кримінальному кодексі України»; 2010, монография). Принимала участие в написании статей для шеститомника «Юридична енциклопедія», который издавался в 1998—2004 годах.
В монографии 1983 года «Классификация преступлений» Л. Н. Кривоченко изучены виды преступлений, которые, в свою очередь, образовывали категории. Было обосновано понятие «категория преступлений», а также изложили общие положения классификации преступлений по степени их тяжести. Кривоченко показала связь между институтами классификации преступлений и квалификации преступлений и индивидуальной уголовной ответственностью. В 2010 году была издана монография «Классификация преступлений по степени тяжести в Уголовном кодексе Украины», которая считается вторым изданием предыдущей. В новой монографии также было уделено внимание истории развития классификации преступлений и анализу судебной практики.

Все её научные труды выполнены на достаточно высоком уровне. Они и сегодня являются актуальными— академик НАН Украины В. Я. Таций
Л. Н. Кривоченко была научным руководителем у четырёх кандидатов юридических наук, среди которых были А. В. Горностай, Н. В. Карчевский (2003) и Р. С. Орловский (2000). Председатель Конституционного суда Украины и академик НАПрН Украины Юрий Баулин называл Людмилу Николаевну своей учительницей.

## Награды и память
Людмила Николаевна была удостоена следующих званий и премий:
- Государственная премия Украины в области науки и техники (Указ Президента Украина № 1103/2006 от 20 декабря 2006) — «за учебники: „Уголовное право Украины: Общая часть“ — К.: Юринком Интер; Х.: Право, 2001. — 416 с.; „Уголовное право Украины: Общая часть“ — 2-е изд., перероб. и доп. — К.: Юринком Интер, 2004. — 480 с.; „Уголовное право Украины: Особенная часть“ — К.: Юринком Интер; Х.: Право, 2001—496 с; „Уголовное право Украины: Особенная часть“. — 2-е изд., перероб. и доп. — К.: Юринком Интер, 2004. — 544 с.»[24];
- Почётное звание «Заслуженный юрист Украины» (Указ Президента Украины № 1009/2002 от 13 ноября 2002) — «за весомый личностный вклад в подготовку высококвалифицированных юридических специалистов, многолетнюю плодотворную научную и педагогическую деятельность»[25];
- Премия имени Ярослава Мудрого, в номинации «за подготовку и издание учебников для студентов юридических специальностей высших учебных заведений» (2002).

В 2016 году в память о Людмиле Кривоченко была издана книга «Избранные труды» (укр. «Вибрані праці»), составленная профессорами Ольгой Ус и Русланом Орловским.
20 апреля 2021 года в Национальном юридическом университете имени Ярослава Мудрого прошёл научный семинар «Классификация как проблема эпистемологии в уголовно-правовых науках», который был посвящён 90-летию Людмилы Кривоченко.